# Wiesbaden-Dotzheim

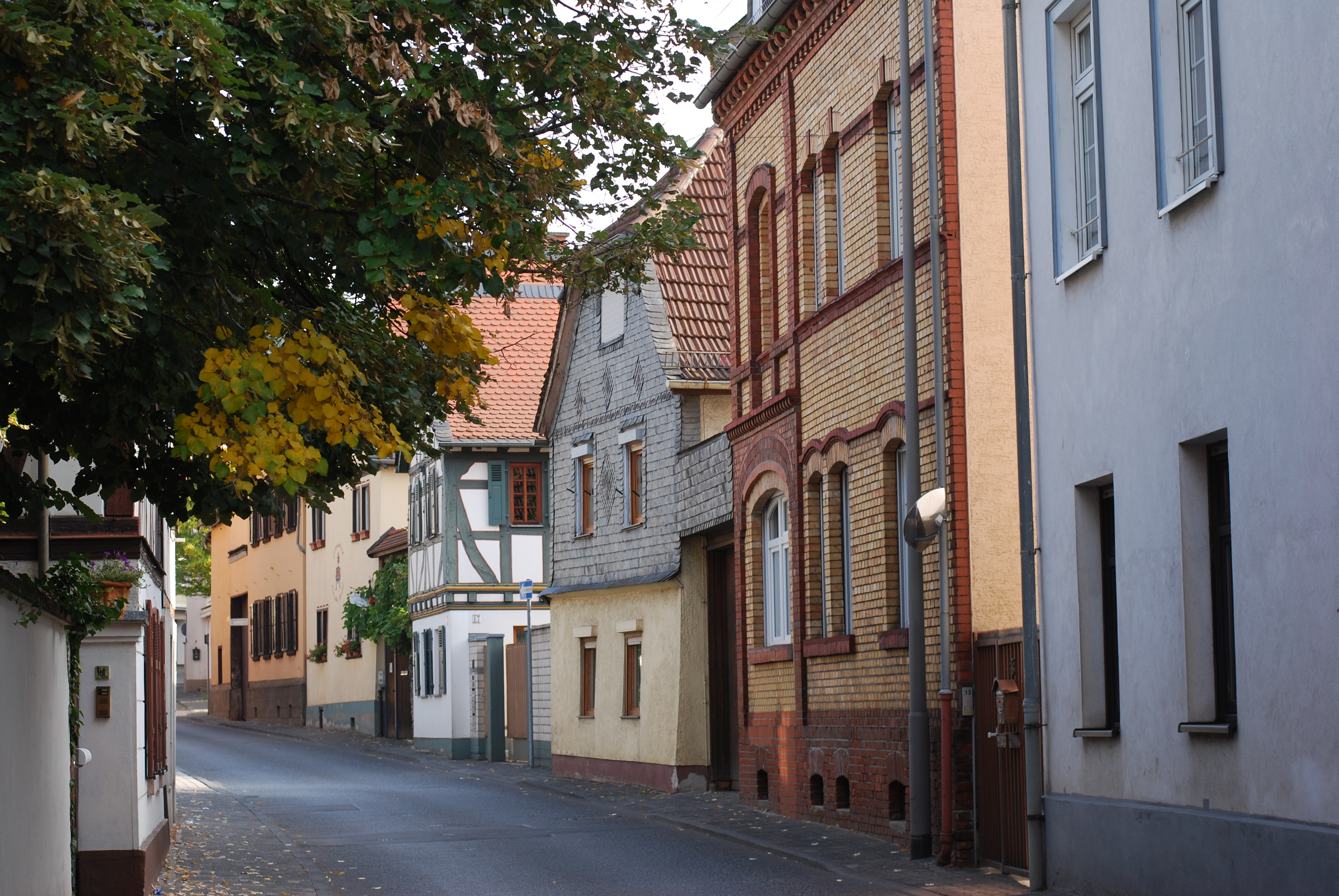
Dörrgasse im Ortskern Dotzheim

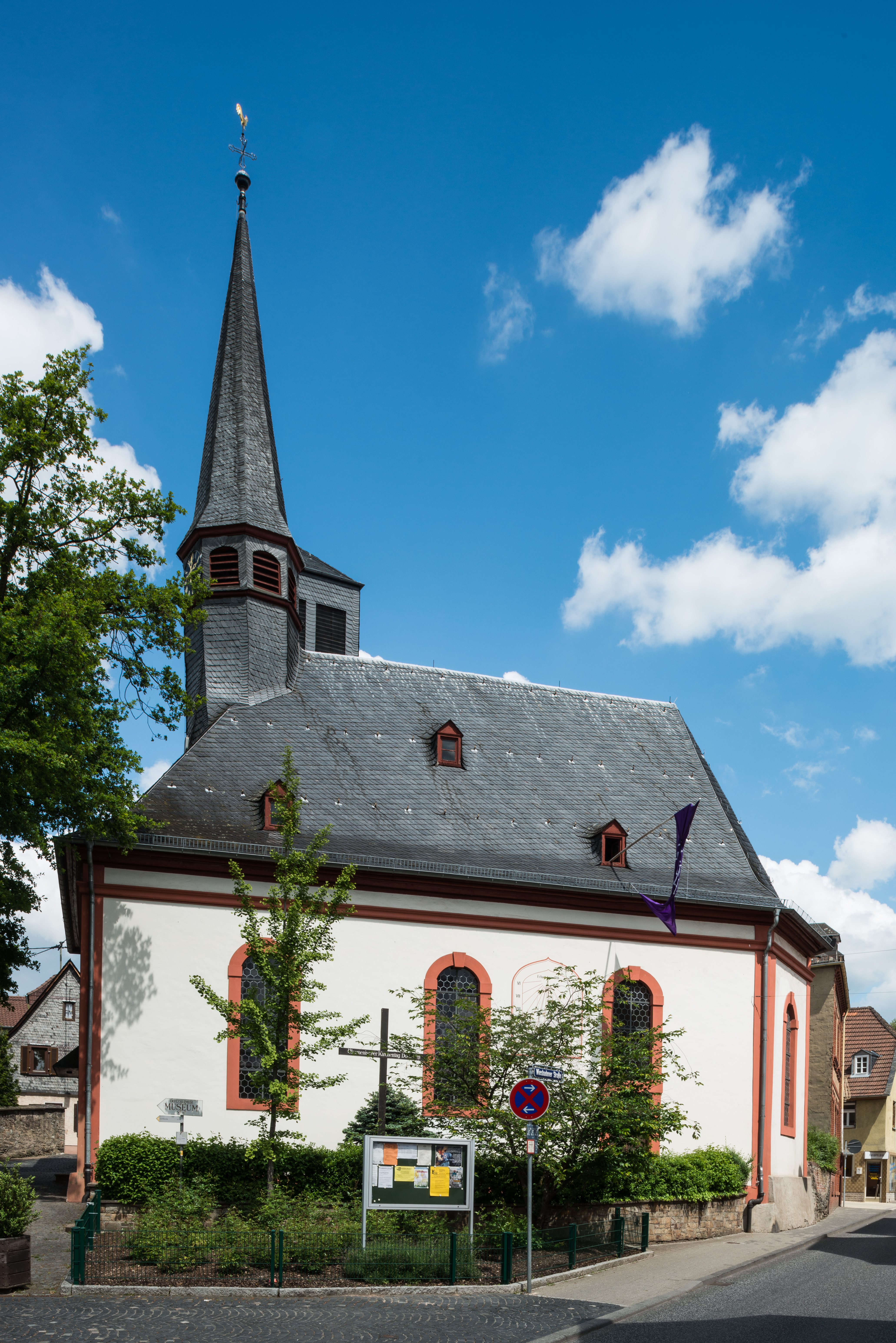
Evangelische Kirche im Ortskern Dotzheim

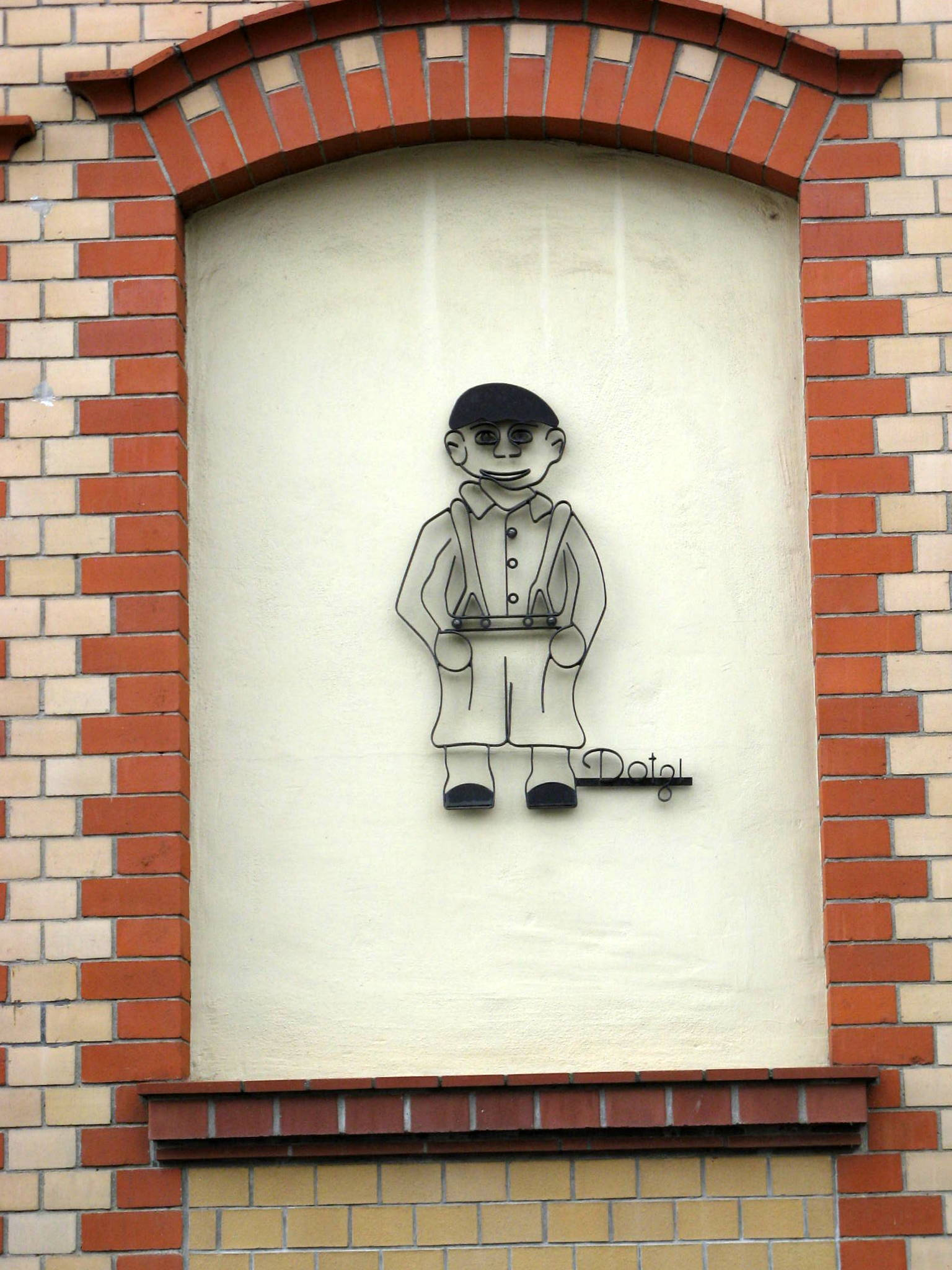
Dotzi, Identifikationsfigur von Dotzheim

Dotzheim ist ein Ortsbezirk der hessischen Landeshauptstadt Wiesbaden und mit über 28.000 Einwohnern und über 18 Quadratkilometern bevölkerungs- und flächenmäßig der zweitgrößte Stadtteil.

## Geographische Lage
Der Alte Ortskern von Dotzheim liegt rund drei Kilometer westlich des Wiesbadener Stadtzentrums an der Stelle, wo der Weilburger Bach als Belzbach aus der bewaldeten Talenge des Vordertaunus in das Taunusvorland eintritt und dessen Tal sich in südöstlicher Richtung bis zum Schlosspark Biebrich erstreckt, wobei der Gewässername hier als Mosbach bekannt ist. In der Gemarkung Dotzheim gruppieren sich eine Reihe von Großsiedlungen um den Ortskern: im Norden am Waldrand die Siedlung Kohlheck, im Südosten am Belzbach/Mosbach die Siedlung Talheim, südwestlich davon und höher gelegen die Siedlung Sauerland und schließlich westlich des Alten Ortskerns die Hochhaussiedlung Schelmengraben mit den Helios Dr. Horst Schmidt Kliniken Wiesbaden. Da der Ortsbezirk Dotzheim den Nordteil der Gemarkung Schierstein einschließt, zählen auch der Nordteil der Siedlung Freudenberg im Südwesten und die Siedlung Märchenland im Westen zu Dotzheim. Im Norden umfasst der Stadtteil die bewaldeten Südhänge des Taunushauptkamms mit dem vorgelagerten Schläferskopf bis zur Stadtgrenze am Rheinhöhenweg. Hier liegt in Gipfelnähe der Hohen Wurzel mit 608 Meter der höchste Punkt sowohl Dotzheims als auch von ganz Wiesbaden. 
Dotzheim wird umgeben von den Wiesbadener Ortsbezirken Frauenstein im Westen, Schierstein im Süden, Biebrich und Rheingauviertel im Südosten sowie Klarenthal im Osten. Die Grenze zum Ortsbezirk Klarenthal ist weitgehend identisch mit dem Verlauf der Aartalbahn. In der Nähe der Eisernen Hand gibt es eine kurze gemeinsame Grenze mit dem Ortsbezirk Nordost. Jenseits der Stadtgrenze im Norden liegen die Waldgemarkungen der Taunussteiner Stadtteile Hahn und Bleidenstadt. 
Auf den sonnigen Südwesthängen des Belzbach/Mosbachtals liegen die rund 10 Hektar Rebflächen der Lage Dotzheimer Judenkirsch, nach der Judenkirsche, bot. Physalis, auch Blasenkirsche, benannt (mitunter auch mundartgetreu Judenkirch geschrieben), die zum Weinbaugebiet Rheingau zählen.

## Geschichte
Die ältesten Siedlungsbelege Dotzheims sind fünf keltische Steinkistengräber aus unbehauenen Quarzitplatten. Die Fundstücke stammen aus der jungen Eisenzeit, etwa 400 vor Christus.
Im Jahr 222 stifteten die Römer Fortunatus und Sejus einen Altar, der als Fragment sichergestellt werden konnte.
Erste Schriftdokumente mit namentlicher Erwähnung Dotzheims gibt es erst seit 1128: Zu dieser Zeit überließ der Mainzer Erzbischof Adalbert I. von Saarbrücken dem Mainzer Domkapitel Einkünfte aus den Dotzheimer Besitzungen des Erzstifts. Papst Lucius III. bestätigte 1184 den Besitz von 25 Kirchen – darunter fällt auch die zu Dotzheim.
Im 13. und 14. Jahrhundert lebten einige Adelsgeschlechter, die von Dotzheim hießen und ihren Namen möglicherweise dem Dorf verdankten. 
Das Dotzheimer Dorfgericht wird 1386 erstmals schriftlich erwähnt und kann daher als Beginn der lokalen Selbstverwaltung betrachtet werden.
1610 wurden circa 50 Prozent der Häuser durch zwei Brände zerstört. Am 21. Februar gingen drei Häuser, drei Scheunen und zwei Ställe in Flammen auf, am 5. April weitere 29 Häuser, 24 Scheunen, 14 Ställe und 18 Kelterhäuser. In beiden Fällen war die Ursache Brandstiftung, für die der Schmied Michael Cron 1613 verurteilt wurde.
1644 flohen fast alle Bewohner Dotzheims aus ihrem Heimatort. Grund dafür war der Dreißigjährige Krieg. Es dauerte sehr lange bis alle Kriegsfolgen überwunden waren.
1695 wurde das evangelische Pfarrhaus gegenüber der Dorfkirche gebaut, 1698 folgte ein Schulhaus. Die Zunahme der Bevölkerung im 18. Jahrhundert hatte ihre Ursache auch darin, dass viele Bauarbeiter, die in der Kurstadt Wiesbaden arbeiteten, in Dotzheim wohnten.
Die Wegverbindung zwischen Dotzheim und Wiesbaden wurde zunächst durch den Alten und Neuen Dotzheimer Weg hergestellt, letzterer war um 1701 erbaut worden. 1818 wurde zwischen den beiden Wegen die Dotzheimer Straße angelegt und zwischen 1834 und 1838 als Chaussee ausgebaut.
1889 wurde Dotzheim an das Streckennetz der damaligen Langenschwalbacher Bahn angeschlossen. Diese 1986 durch die Deutsche Bundesbahn stillgelegte Bahnstrecke wird heute von der Nassauischen Touristik-Bahn als Museumsbahn genutzt. Der denkmalgeschützte Bahnhof Dotzheim ist Heimatbahnhof der historischen Züge und Standort eines kleinen Eisenbahnmuseums.
Um die Jahrhundertwende bekam das Dorf ein neues Rathaus, drei Schulen sowie einen Waldfriedhof. 1906 wurde es an das örtliche Gas-, Wasser- und Stromversorgungsnetz angeschlossen. Außerdem wurde eine Linie der Straßenbahn Wiesbaden von Dotzheim über die Innenstadt nach Bierstadt eingerichtet, die 1948 durch eine Linie des Oberleitungsbusses Wiesbaden ersetzt wurde. Seit 1961 fahren im Nahverkehr nur noch Busse, die von der ESWE Verkehrsgesellschaft betrieben werden. Im Regionalverkehr fahren einige Busse von der Innenstadt kommend über Dotzheim in den Taunus.
Der wohl wichtigste historische Einschnitt in die Geschichte Dotzheims war dessen Eingemeindung nach Wiesbaden im Jahr 1928. Zufällig war dies genau 800 Jahre nach der erstmaligen schriftlichen Erwähnung.
In der Zeit des Nationalsozialismus wurden Kasernenbauten auf dem Kohlheck und dem Freudenberg errichtet. Dotzheim überstand den Zweiten Weltkrieg nahezu unbeschädigt. Hinweise auf eine möglicherweise versuchte Bombardierung Dotzheims geben tiefe, weite Krater in der nordwestlichen Bucht des Weilburger Tales.
Über das Schicksal jüdischer Bürger in Dotzheim berichten die dort verlegten Stolpersteine.
Nach dem Zweiten Weltkrieg entstanden mehrere neue Siedlungen rund um Dotzheim, wie z. B. Kohlheck, Freudenberg, Schelmengraben und das Sauerland.

## Politik

### Wahlergebnisse zum Ortsbeirat
- Linke: 1
- SPD: 4
- Grüne: 4
- CDU: 4
- FDP: 2

Seit 1972 wird im Rahmen der Kommunalwahlen in Hessen auch der Ortsbeirat des Ortsbezirkes Dotzheim gewählt. Nach den einzelnen Wahlergebnissen ergab sich jeweils folgende Sitzverteilung:
|      | CDU | SPD | GRÜNE | FDP | REP | LINKE | Gesamt |
| 2021 | 4   | 4   | 4     | 2   | 0   | 1     | 15     |
| 2016 | 5   | 5   | 2     | 2   | 0   | 1     | 15     |
| 2011 | 5   | 5   | 3     | 1   | 0   | 1     | 15     |
| 2006 | 6   | 5   | 2     | 1   | 1   | 0     | 15     |
| 2001 | 6   | 5   | 1     | 2   | 1   | 0     | 15     |
| 1997 | 6   | 6   | 1     | 0   | 2   | 0     | 15     |
| 1993 | 6   | 6   | 2     | 1   | 0   | 0     | 15     |
| 1989 | 5   | 8   | 1     | 1   | 0   | 0     | 15     |
| 1985 | 7   | 7   | 1     | 0   | 0   | 0     | 15     |
| 1981 | 8   | 6   | 0     | 1   | 0   | 0     | 15     |
| 1977 | 8   | 7   | 0     | 0   | 0   | 0     | 15     |
| 1972 | 6   | 8   | 0     | 1   | 0   | 0     | 15     |

Ortsvorsteher war nach den Kommunalwahlen 2021 zunächst Harald Kuntze (Grüne), ab 4. Oktober 2023 Ulrich Schwalbach (CDU).

## Sehenswürdigkeiten

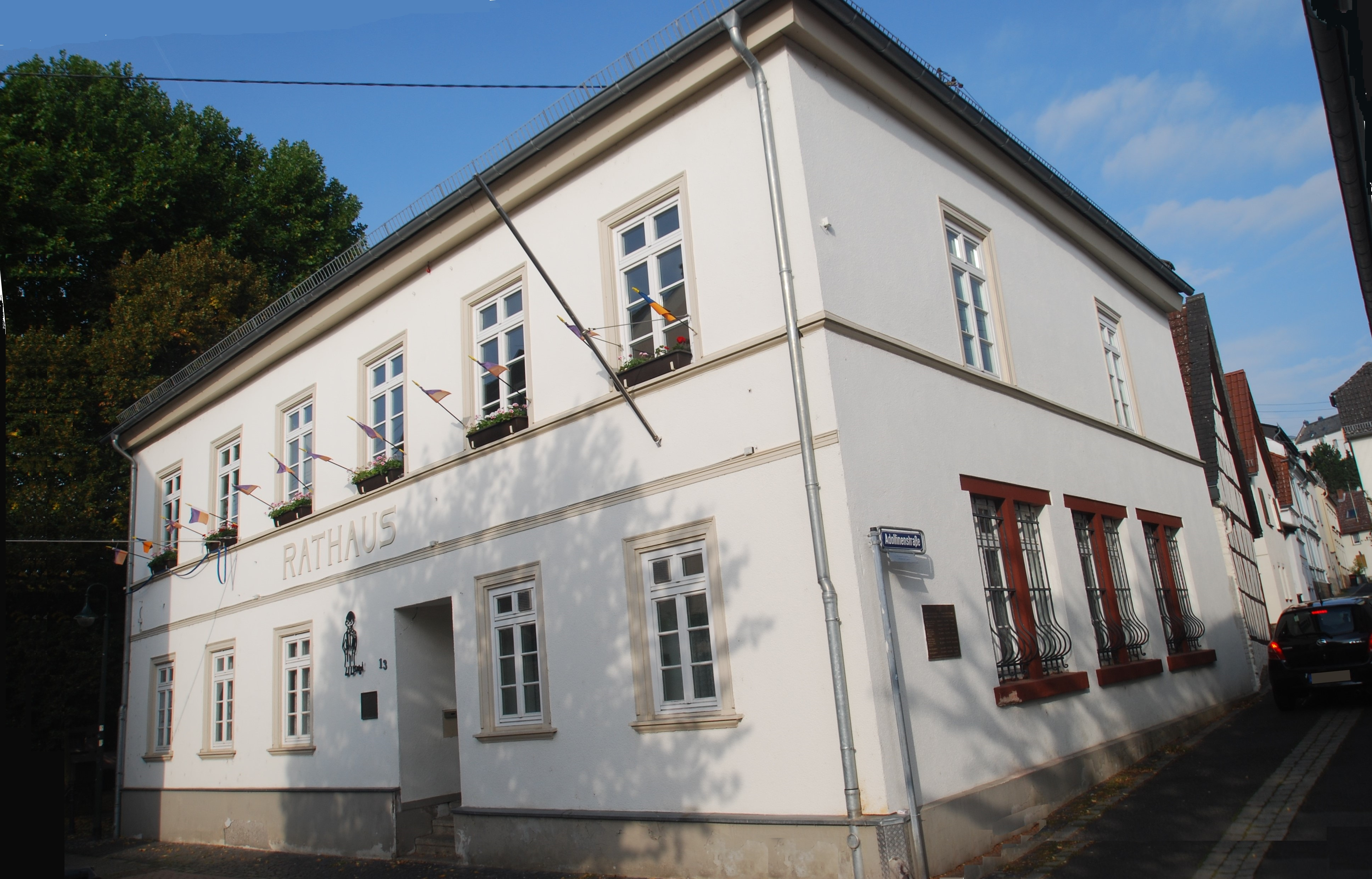
Altes Rathaus
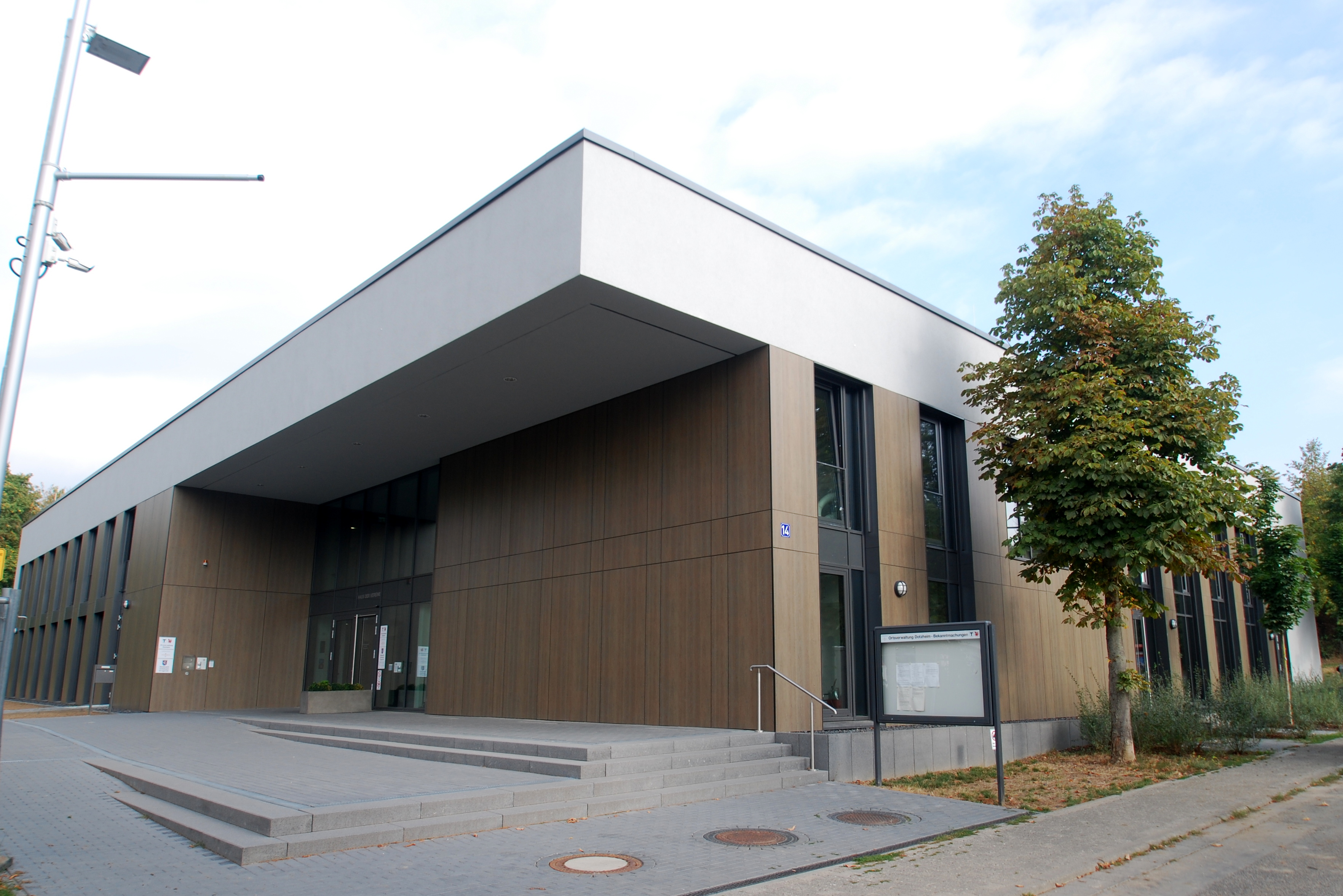
Ortsverwaltung
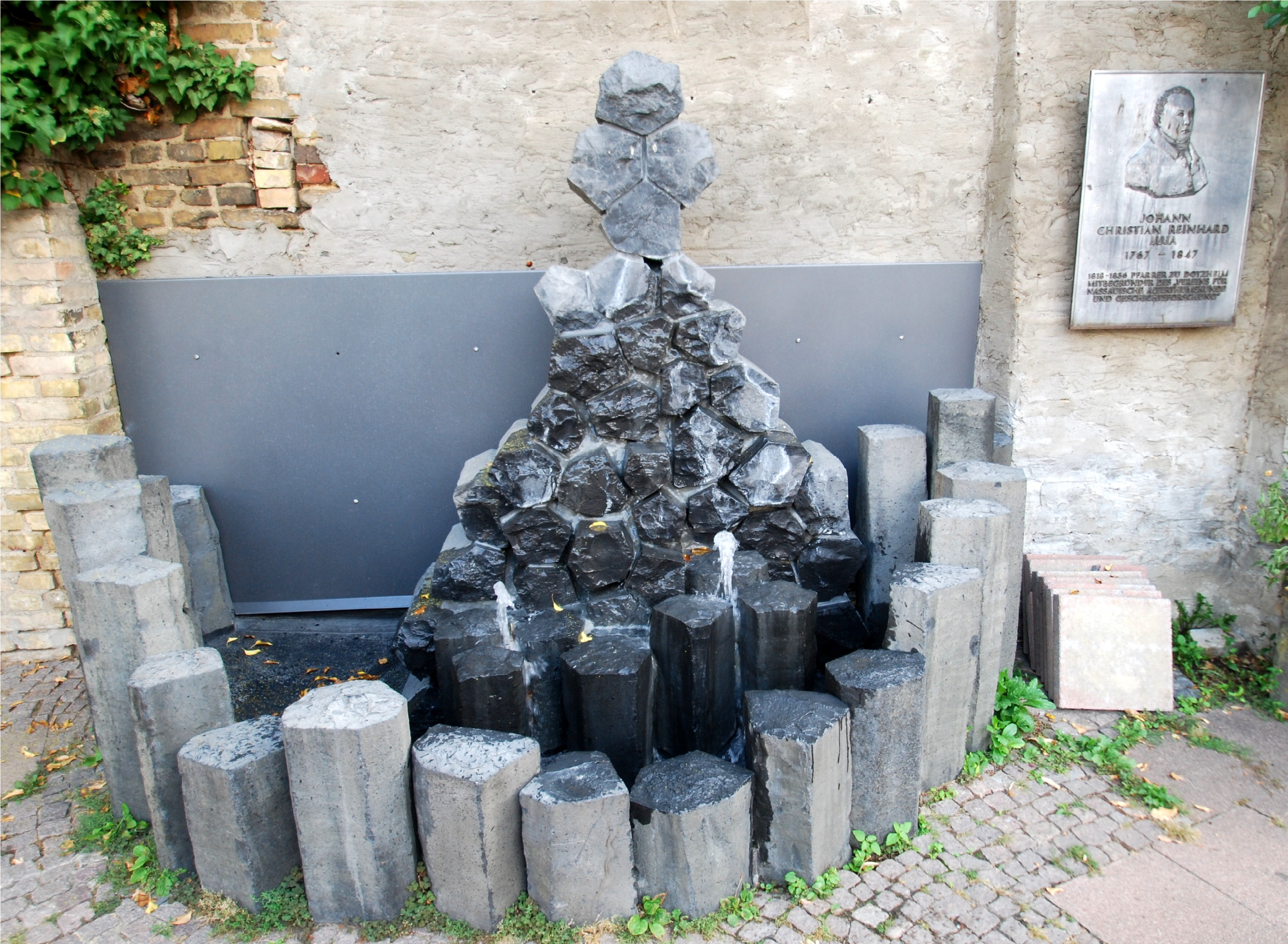
Brunnen am Pfarrer-Luja-Platz
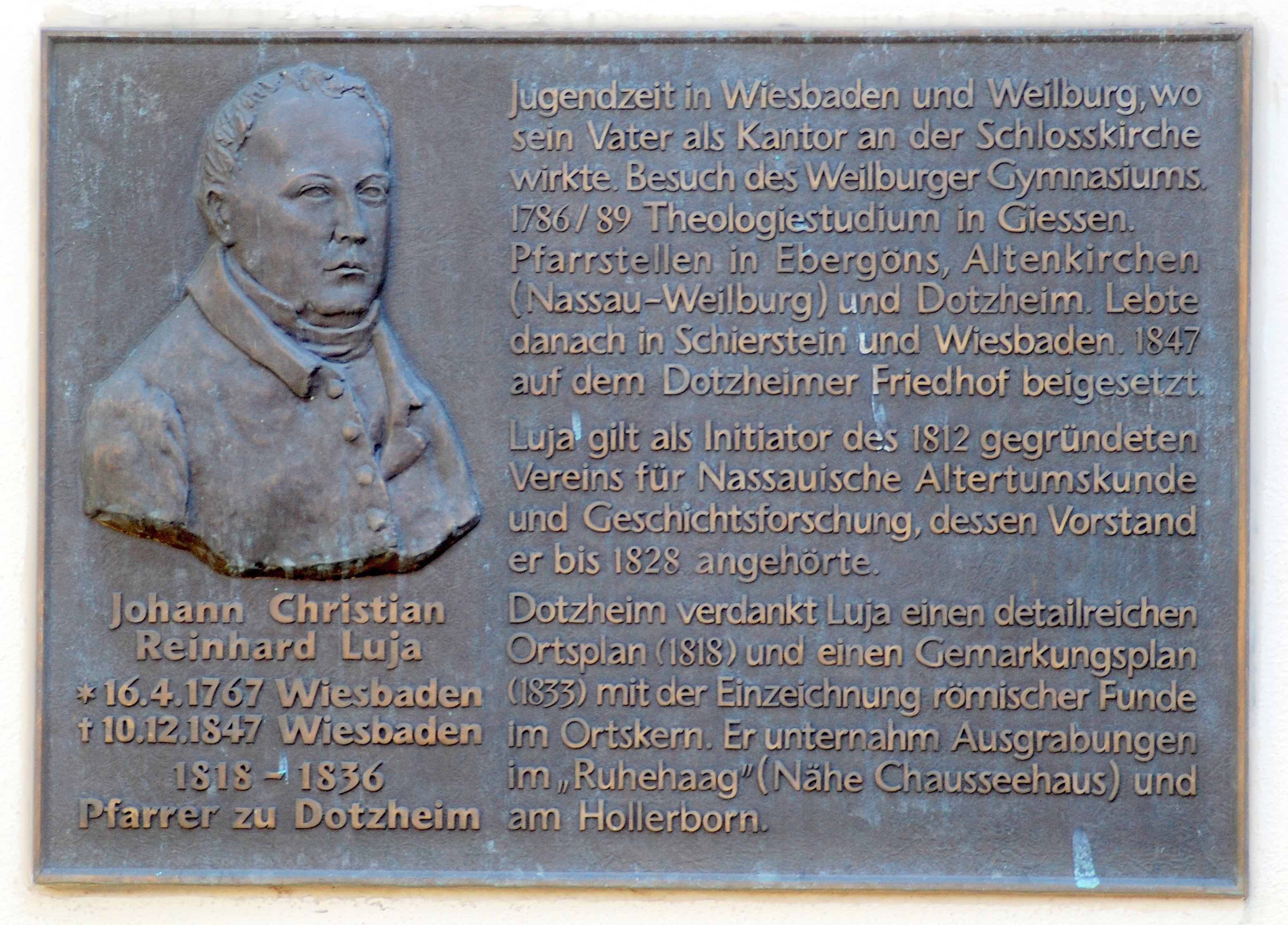
Gedenktafel an der Dotzheimer Kirche für Pfr. Luja
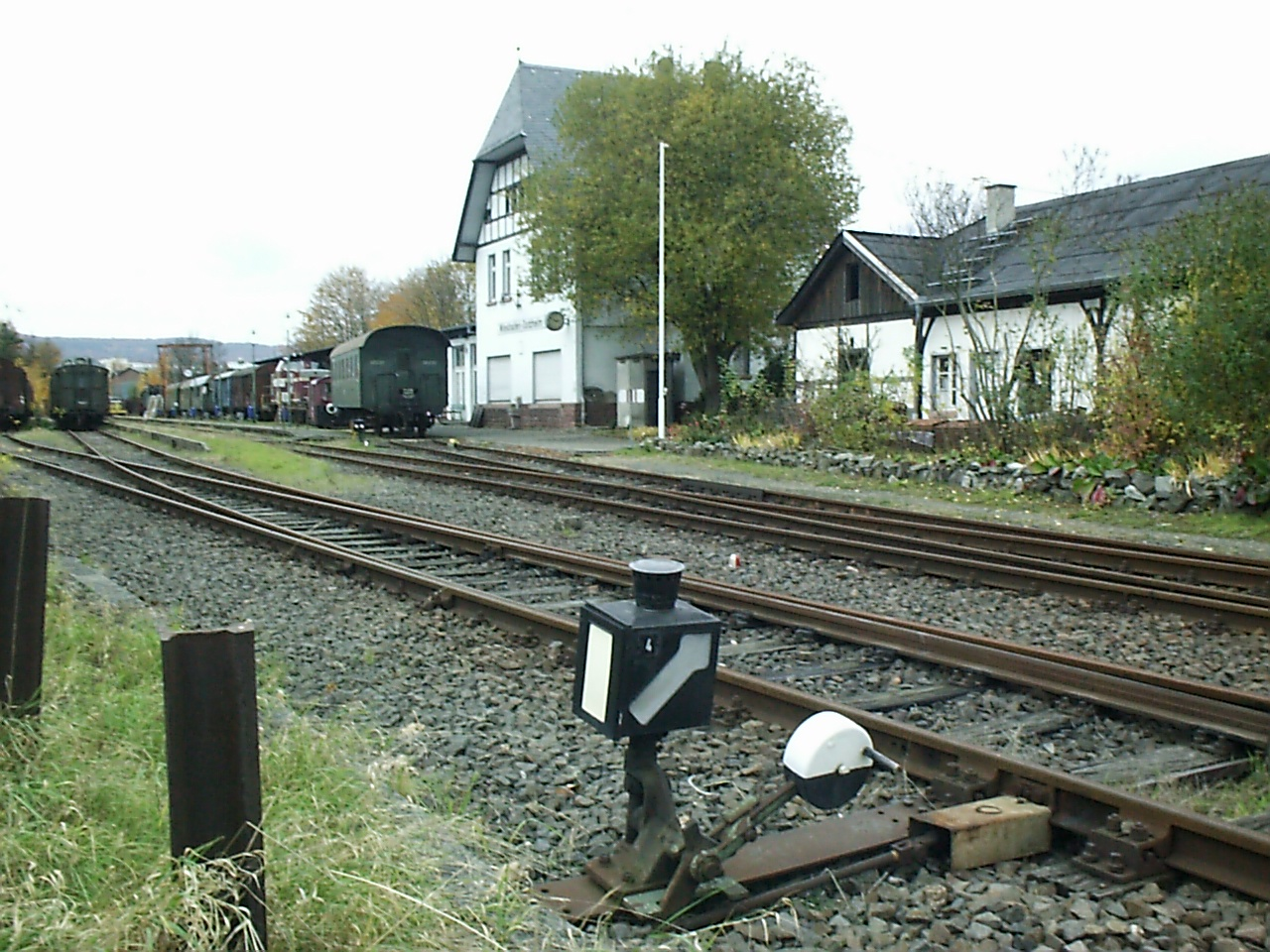
Bahnhof Wiesbaden-Dotzheim
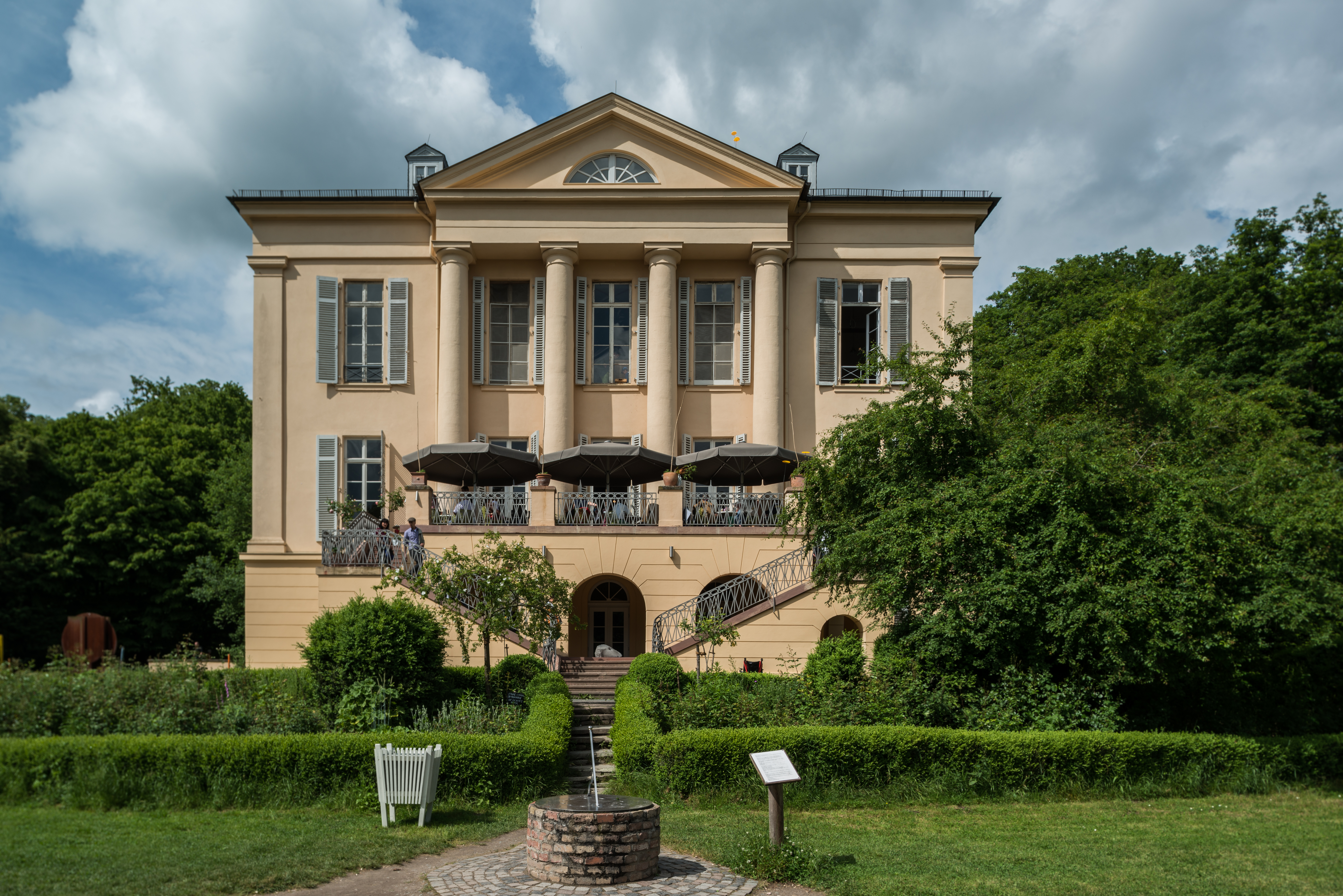
Schloss Freudenberg
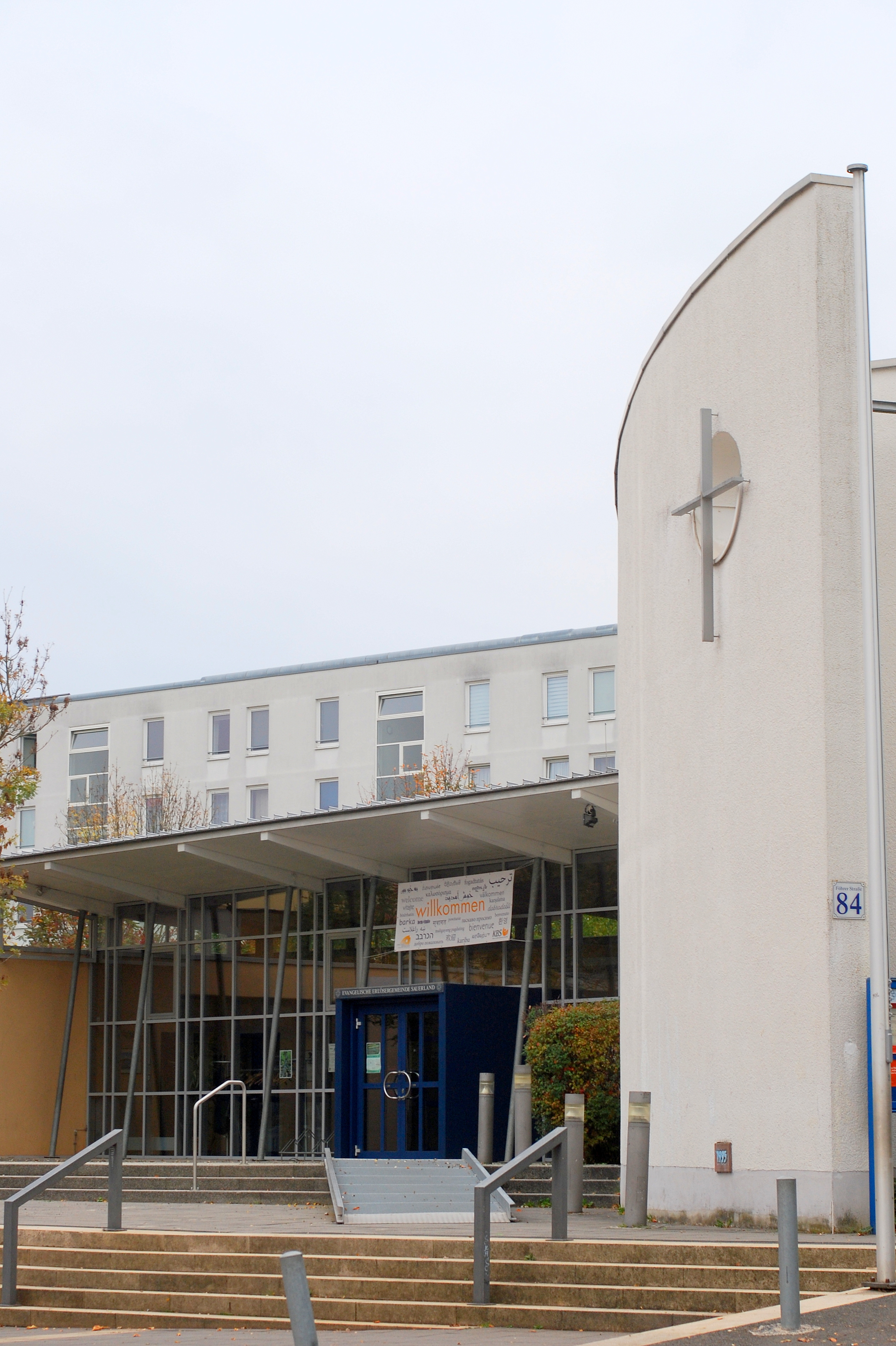
Ev. Erlöserkirche in der Siedlung Sauerland, Architekt Wolfgang Thrun
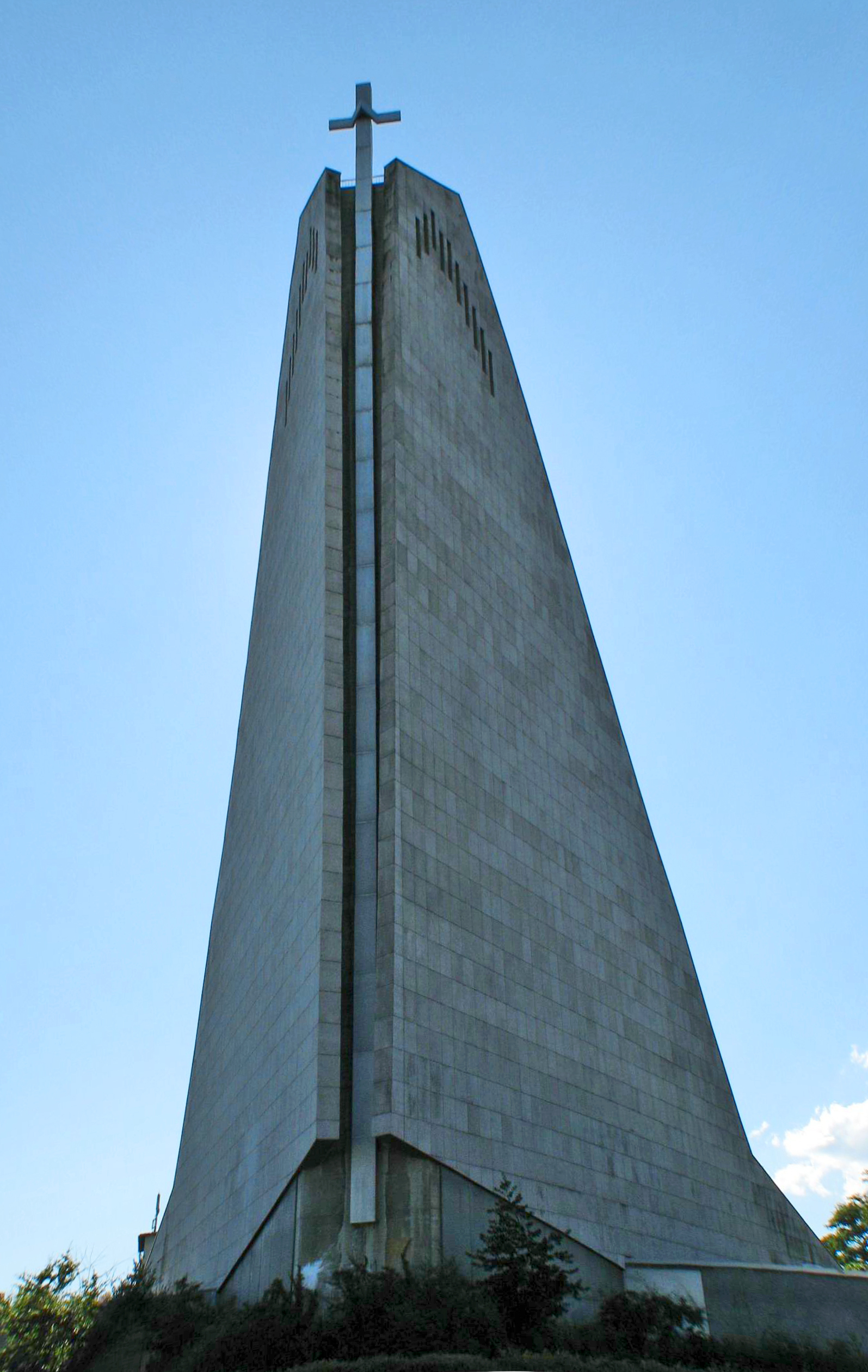
Katholische Kirche Mariä Heimsuchung auf dem Kohlheck
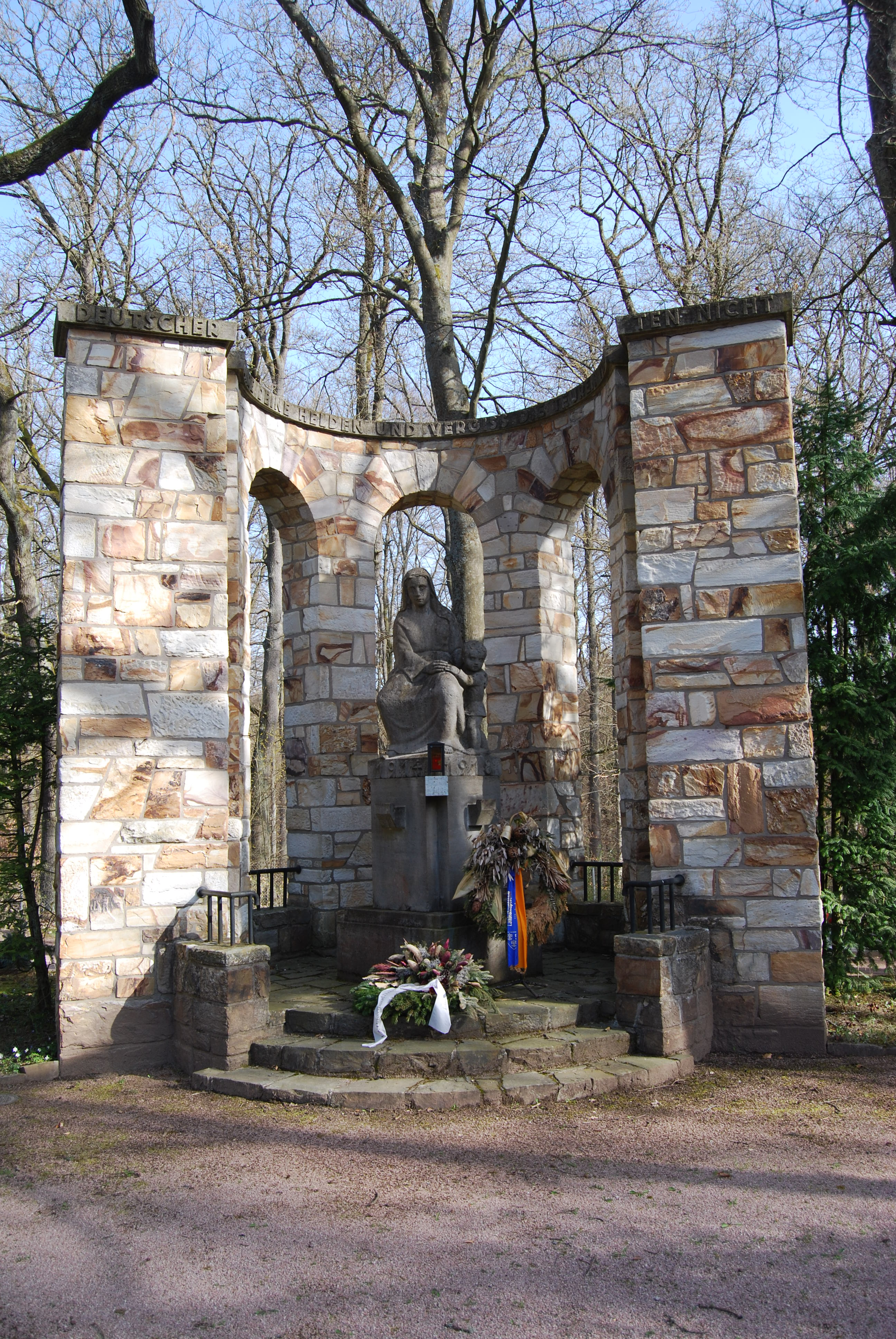
Kriegerdenkmal auf dem Waldfriedhof

- Bahnhof Dotzheim mit Aartalbahnmuseum, Standort der Nassauischen Touristik-Bahn, die zwischen 1986 und 2009 auf der denkmalgeschützten Aartalbahn eine Museumsbahn betrieb
- Katholische Pfarrkirche St. Josef mit französisch-elsässischer Orgel
- Schloss Freudenberg mit Erfahrungsfeld zur Entfaltung der Sinne

## Söhne und Töchter der Stadt
- Heinrich Anton Leichtweiß (1723–1793), Bäcker und Gastwirt in Dotzheim
- Johann Christian Reinhard Luja (1767–1847), evangelischer Pfarrer und Heimatforscher
- Salomon Herxheimer (1801–1884), Rabbiner, Bibelübersetzer
- Salomon Herxheimer (1841–1899), Mediziner, Dermatologe
- August Hölzel (1887–1944), Gewerkschaftsfunktionär und Mitglied des Provinziallandtages der Provinz Hessen-Nassau